# A1one
A1one (перс. تنها‎; настоящее имя — Каран Решад; Тегеран, Иран) — иранский художник, являющийся пионером граффити и стрит-арта в Иране. Его карьера уличного художника началась в его родном городе, Тегеране.

## Биография и карьера
A1one рос в Иране в период войны и эпохи реформ Хатами (1997—2005). В течение пяти лет он учился в Университете искусства и архитектуры в Тегеране. Будучи ещё студентом он начал рисовать граффити в окрестностях университетского городка, протестуя против условий студенческой жизни. В итоге A1one был отчислен из учебного заведения после разногласий по художественным запретам.
После исключения из университета A1one стал ещё более активнее заниматься созданием граффити в Тегеране. Он стал первым человеком, который начал рисовать на стенах столицы Ирана. Так и его псевдоним можно интерпретировать как «один» или «номер один». В этот период, конец 1990-х годов, о граффити в Иране, как и в целом на Ближнем Востоке, почти ничего не знали. Таким образом A1one фактически стал пионером уличного искусства и трафаретного граффити в регионе и сыграл важную роль в его подъёме на Ближнем Востоке.
В 2005 году A1one познакомился с рэпером Nima, который поделился с ним своими знаниями о культуре граффити, что вызвало у A1one ещё большее желание расти в этом направлении. Его первой значимой работой стало граффити под названием «В поисках друзей» на скоростной трассе Тегеран—Кередж. Первым же трафаретным граффити A1one по его словам стало изображение картины Мунка «Крик» на стене Университета искусства и архитектуры.
В 2003 году A1one начал свой проект уличного искусства и вдохновил своих тогдашних близких друзей, чтобы также начать рисовать на улицах. Художники, такие как Elle, isba, K. T. и Magoi были первыми, кто присоединился к нему в Тегеране. Своим искусством в публичном пространстве A1one описывает свои взгляды на иранское общество, чем регулярно подвергает себя опасности.
В 2007 году его поручили проиллюстрировать обложку книги «Молодой и дерзкий в Иране», современное этнографическое произведение Шахрама Хосрави. В 2008 году A1one был приглашён показать своё творчество на ежегодном Мельбурнском фестивале трафаретов, куда он взял с собой 40 своих работ. Он впервые участвовал в выставке в стране, где не мог подвергнуться репрессиям из-за своего искусства.
К 2010 году A1one стал признанной фигурой в молодёжной культуре Тегерана и ключевой в появлении иранского уличного искусства.

## Аресты
A1one неоднократно арестовывался и подписал соглашения с полицией не работать на улицах. Он атаковал Иранский форум художников со своими работами, чьё руководство не поняло его замысла, остановило его и вызвало полицию. В 2012 году A1one был похищен Министерством информации и национальной безопасности Ирана и содержался в тюрьме Эвин в течение 10 дней в камере № 209.